# Hlasové vyhledávání
Hlasové vyhledávání (voice search) je vyhledávání informací pomocí hlasové modality: hledaný výraz či klíčová slova se zadávají hlasově, nikoli za pomocí klávesnice nebo jiného vstupního zařízení.
Tento způsob vyhledávání a ovládání technického zařízení hlasem je výhodný především pro mobilní zařízení, která nedisponují tak kvalitními a dobře ergonomicky řešenými vstupními možnostmi jako stolní počítače nebo notebooky. Další rozdíl je v tom, že mobilní telefony, tablety atd. jsou používány v jiných situacích (ve spěchu, v tramvaji, při chůzi městem apod.), kdy je použití hlasového vstupu více uživatelsky přívětivé. Teto trend je také možné vypozorovat z chování největších hráčů na trhu v oblasti hlasového vyhledávání resp. ovládání mobilního zařízení hlasem, jako je Google, který svou aplikaci pro hlasové vyhledávání (Voice search) nabízí především pro mobilní zařízení fungující na platformě Android verze 2.1 a vyšší nebo pro Apple iPhone. Dalším možným hráčem v oblasti rozpoznávání řeči a hlasového vyhledávání je společnost Vlingo, specializující se pouze na mobilní zařízení (výše zmíněný Google nabízí alternativu i pro nemobilní zařízení v podobě plug-in(u) do svého prohlížeče Chrome), s aplikací Vlingo Find. Další alternativou je Bing Voice Search od společnosti Microsoft, který je prozatím dostupný pouze na americkém trhu. Aplikací pro hlasové vyhledávání a obecně pro hlasový vstup pro jakékoli účely je celá řada, nicméně v současné době[kdy?] pouze Voice search od googlu nabízí možnost vyhledávání v češtině.

## Historie
Prvními systémy, které používaly hlasové vyhledávání, jsou tzv. Directory assistance; jedná se o podobnou službu, která je v České republice dostupná na telefonním čísle 1188. Google tímto způsobem s hlasovým vyhledáváním začínal, když v roce 2007 spustil službu GOOG-411. Uživatel na svém telefonu vytočil číslo 800-466-4411 nebo 877-466-4411, pomocí hlasového vstupu zadal parametry vyhledávání a svůj dotaz, aby mu byla posléze sdělena odpověď na hledaný dotaz prostřednictvím syntetizovaného hlasu nebo SMS. Celý proces probíhal automatizovaně bez přičinění operátora. Z této služby se později vyvinula služba Google Voice Search (rok 2008) a poté byla služba GOOG-411 úplně zrušena (rok 2010). Podobným vývojem prošlo hlasové vyhledávání v podání Microsoftu, který ovšem svou službu BING-411 provozuje souběžně s Bing Voice Search až do dnešních dnů.[kdy?]

## Technické řešení
Po technologické stránce musí mít hlasové vyhledávání velice robustní řešení. To se projeví už když narazíme na počet slov, které musí takové systémy evidovat ve své databázi. Např. české hlasové vyhledávání poskytované googlem má databázi "v rozsahu více než milionu (…) slov"[6]. Takovou databázi je nejdříve nutné vybudovat. To je možné udělat několika způsoby. Jeden z nejvhodnějších je zadat tento úkol přímo uživatelům hlasového vyhledávání. Tento způsob částečně používá Google[9], který všechny záznamy o vyhledávání ukládá, aby tak zlepšil svoje výsledky hledání v závislosti na rozpoznávání řeči. A zároveň takto stále rozšiřuje svou databázi hlasových samplů. Další způsob může být využití databáze jiného systému jako při přechodu z GOOG-411 na Google Voice Search (viz také BING-411). Nebo celý akustický model vybudují vývojáři sami [2]. Této komponentě systému se říká akustický model. Další komponentou je tzv. pronunciation model, která zajišťuje, aby byly rozpoznány také různé instance téhož slova resp. aby bylo slovo rozpoznáno nezávisle na mluvčím. Třetí komponentou je jazykový model. Ten zajišťuje, aby se ze vstupního dotazu vybral "nejpravděpodobnější výraz"[10]. Celý proces tedy probíhá následovně: uživatel vysloví svůj dotaz, ten se zašle do vzdáleného systému kde se pomocí akustického modelu, pronunciation modelu a jazykového modelu převede vyslovená fráze do nejpravděpodobnějšího textového ekvivalentu. Následně fráze projde běžným search enginem např. od Googlu a uživatel dostane výsledek. Dotaz může uživatel dále zpřesňovat nebo měnit jako při běžném vyhledávání.